# 伊藤和衛
伊藤 和衛（いとう かずえ、1911年4月28日 - 1989年6月4日）は、日本の教育学者、東京教育大学名誉教授。
福島県いわき市生まれ。1941年、東京文理科大学卒業。東京都教育研究所を経て、1964年から東京教育大学教育学部（教育行財政講座）教授。1961年、「教育の機会均等」により、東京文理科大学文学博士。1975年、定年退官、名誉教授、山梨英和短期大学教授。1989年6月4日、急性腎不全のため死去。
日本教育行政学会の創設に携わり、1974年から3年間会長を務めた。

## 著書
- 『現代教育財政』明治図書出版　1950
- 『教育財政学』杉山書店　1952
- 『学校財政 その理論と実態』有斐閣、1956
- 『学校経営の近代化入門 経営合理化の理論と実際』明治図書出版　1963
- 『教育課程の近代管理』明治図書出版　1965
- 『教育の機会均等 義務教育費の財政分析を中心として』世界書院　1965
- 『教育行政学』国土社　1966　現代教職課程全書
- 『現代教育論 教育はどう動いてきているか』高陵社書店、1966
- 『学校経営の近代化論』明治図書出版　1967　明治図書新書
- 『学校経営の近代化入門. 続』明治図書出版、1971
- 『教師の経営参加 これからの学校経営』高陵社書店　1972
- 『父母の教育権と行政参加』明治図書出版、1973　行政参加の理論
- 『学生の基本権と行政参加』明治図書出版、1974　行政参加の理論
- 『教師の専門職性と行政参加』明治図書出版、1974　行政参加の理論
- 『現代公教育原論 国民の教育をうける権利保障の研究』教育開発研究所、1974
- 『新教頭職 学校経営上の地位の確立』明治図書出版、1976　学校運営研究全書
- 『教育課程の目標管理』明治図書出版、1978
- 『教育課程の目標管理入門』明治図書出版、1981
- 『新教頭職の役割』明治図書出版、1982

## 共編著
- 『新しい教育委員会制度 その批判的解説と資料』山本敏夫共編　高陵社書店　1956
- 『学校管理 校長・教頭の職務』佐々木渡共著　高陵社書店、1961
- 『学校管理運営のための教育法規精解』佐々木渡共著　明治図書出版、1963
- 『学校の経営管理 校長・教頭職の新しい方向』佐々木渡共著　高陵社書店、1965
- 『学校事務詳典』佐々木渡,中村安喜雄共編　世界書院、1966
- 『教育管理職のための教育行政講座』編　明治図書出版、1967
- 『教育原理研究』大浦猛,宮原兎一共編　明治図書出版、1967
- 『現代校長講座』第1-3巻　山田栄,吉本二郎共編　日本教図、1968-1969
- 『講座教頭の指導力』編　明治図書出版、1970
- 『学校経営基本用語辞典』佐々木渡,中村安喜雄共編　明治図書出版、1971
- 『教育法規の手引』佐々木渡,吉本二郎共著　高陵社書店、1971　教育手引シリーズ
- 『演習・学校経営』金子守勝共編　明治図書出版、1972　教育科学叢書
- 『学校経営をめぐる論点』中村安喜雄共編　文教書院、1973
- 『教育経営の基礎理論』編著　第一法規出版、1974
- 『教師をめぐる論点』中村安喜雄共編　文教書院、1974
- 『学校教育をめぐる論点』中村安喜雄共編　文教書院、1975
- 『論集学校事務』北島一司共編集　学事出版、1975　学校じむ双書
- 『教育行政過程論』編著（教育学研究全集5）第一法規出版、1976
- 『学校経営と校長・教頭・主任』佐々木渡共著　高陵社書店、1977
- 『公教育の経営と教育委員会』持田栄一共編　教育開発研究所、1977　日本教育行政学会年報
- 『全訂・教育法規精解』佐々木渡共著　明治図書出版、1977　学校運営研究全書
- 『新教育課程基本用語辞典』編　明治図書出版、1981
- 『講座公教育体系』全5巻 編著　教育開発研究所、1988

## 参考
- 『父母の教育権と行政参加』著者紹介